# Grupo de Puebla
Grupo de Puebla é um fórum político e acadêmico composto por representantes políticos de esquerda do mundo. Fundado em 12 de Julho de 2019 na cidade mexicana de Puebla. Segundo seus fundadores, o principal objetivo é articular ideias, modelos produtivos, programas de desenvolvimento e políticas de Estado progressistas.
É composto por presidentes, ex-presidentes, referencias políticos e sociais dentro do movimento socialista e acadêmicos de 12 países de língua espanhola.
Observadores apontam o Grupo de Puebla como o sucessor-substituto do Foro de São Paulo.

## História
Em 12 de julho de 2019 e por três dias consecutivos, mais de trinta líderes políticos do mundo se encontraram no Encuentro Latinoamericano ProgresivaMente, realizado na cidade de Puebla de los Ángeles, no México. O encontro foi organizado pela fundação de origem chilena Progresa e a fundação argentina CEERI (Centro de estudios estratégicos de relaciones internacionales).

## Encontros
Desde a sua oficialização na cidade de Puebla, o grupo estabeleceu duas reuniões anuais para o fórum. A segunda reunião foi realizada na cidade de Buenos Aires, Argentina, nos dias 9, 10 e 11 de novembro de 2019.
| N.º | Local:                  | Datas:                        | Participantes:          |
| --- | ----------------------- | ----------------------------- | ----------------------- |
| 1   | Puebla, México          | 12, 13 e 14 de Julho de 2019  | 30 líderes de 10 países |
| 2   | Buenos Aires, Argentina | 8, 9 e 10 de Novembro de 2019 | 32 líderes de 12 países |

## Participantes
O Grupo de Puebla tem 32 membros. Entre os participantes, destacam-se o atual presidente do Brasil, Luiz Inácio Lula da Silva, e sete ex-presidentes: Ernesto Samper, da Colômbia; José Luis Rodríguez Zapatero, da Espanha; Rafael Correa, do Equador; Leonel Fernández, da República Dominicana; Fernando Lugo, do Paraguai, e Dilma Rousseff do Brasil.
Há também quatro ex-candidatos à presidência de seus respectivos países: Fernando Haddad, ministro da fazenda do Brasil; Cuauhtémoc Cárdenas, mexicano e fundador do PRD (Partido da Revolução Democrática); Clara López Obregón, ex-ministra do Trabalho da Colômbia; e Marco Enríquez-Ominami, do Chile.
É composto também pelo ex-presidente da Argentina, Alberto Fernández, por Daniel Martínez Villamil, ex-candidato à presidência da Frente Ampla (Uruguai), Verónika Mendoza, ex-candidata à presidência do Peru e ex-deputada e Irene Montero, ministra da Igualdade do governo da Espanha.
| Integrante                    | País                 | Cargo                     |
| ----------------------------- | -------------------- | ------------------------- |
| Alberto Fernández             | Argentina            | Ex-Presidente             |
| Pedro Brieger                 | Argentina            | Jornalista                |
| Carlos Tomada                 | Argentina            | Ex-ministro               |
| Jorge Taiana                  | Argentina            | Senador                   |
| Julián Domínguez              | Argentina            | Ex-ministro               |
| Felipe Solá                   | Argentina            | Chanceler                 |
| Dilma Roussef                 | Brasil               | Ex-presidente             |
| Luiz Inácio Lula da Silva     | Brasil               | Presidente                |
| Fernando Haddad               | Brasil               | Ex-candidato presidencial |
| Aloizio Mercadante            | Brasil               | Ministro                  |
| Celso Amorim                  | Brasil               | Ex-ministro               |
| Carol Proner                  | Brasil               | Advogada                  |
| Marco Enríquez-Ominami        | Chile                | Ex-candidato presidencial |
| Carlos Ominami                | Chile                | Ex-senador                |
| Camilo Lagos                  | Chile                | Economista                |
| Karol Cariola                 | Chile                | Deputada                  |
| Alejandro Navarro             | Chile                | Senador                   |
| José Miguel Insulza           | Chile                | Senador                   |
| Clara López Obregón           | Colômbia             | Ex-candidata presidencial |
| Ernesto Samper                | Colômbia             | Ex-presidente             |
| Rafael Correa                 | Equador              | Ex-presidente             |
| Gabriela Rivadeneira          | Equador              | Congressista              |
| Guillaume Long                | Equador              | Ex-chanceler              |
| José Luis Rodríguez Zapatero  | Espanha              | Ex-chefe de governo       |
| Irene Montero                 | Espanha              | Ministra da Igualdade     |
| Cuauhtémoc Cárdenas Solórzano | México               | Ex-candidato presidencial |
| Beatriz Paredes Rangel        | México               | Deputada                  |
| Carlos Sotelo García          | México               | Ex-senador                |
| Yeidckol Polevnsky            | México               | Ex-senadora               |
| Fernando Lugo                 | Paraguai             | Ex-presidente             |
| Esperanza Martínez            | Paraguai             | Senadora                  |
| Leonel Fernández              | República Dominicana | Ex-presidente             |
| Daniel Martínez Villamil      | Uruguai              | Ex-candidato presidencial |
| Evo Morales                   | Bolívia              | Ex-presidente             |
| Álvaro García Linera          | Bolívia              | Ex-vice-presidente        |
| Verónika Mendoza              | Peru                 | Ex-candidata presidencial |

## Críticas
O cientista político Rui Tavares Maluf, da Fundação Escola de Sociologia e Política de São Paulo, afirma que a influência,tanto o Foro de São Paulo quanto o Grupo de Puebla, são superestimadas "até porque, se fossem tão influentes não estariam quase todos fora do poder. Essas organizações existem como arenas de debate. Insistir em vê-las como influenciadoras da geopolítica continental é pura teoria da conspiração."
Já o coordenador do Vente Venezuela, Pedro A. Urruchurtu, declarou: "Você já ouviu falar sobre o 'Grupo de Puebla'? Preste atenção a este tópico e você entenderá por que muito do que está acontecendo na América Latina sob o pretexto de 'protestos sociais' tem um interesse muito sombrio por trás: acabar com o Grupo de Lima / desestabilizar a região."